# لندن (ویسکانسین)
لندن (به انگلیسی: London) یک منطقهٔ مسکونی در ایالات متحده آمریکا است که در ویسکانسین واقع شده‌است. لندن ۲۶۶٫۰۹ متر بالاتر از سطح دریا واقع شده‌است.